# 克里斯·葛瑞林
（1962年4月1日—），是英國保守黨的政治家；曾是作家。2016年7月起任運輸大臣。
格雷林出生于伦敦，在剑桥大学学习历史。他著有许多出版物，曾为BBC和第四台 (英国)工作，然后进入政坛。他在2001年大選首次當選為下議院埃普瑟姆和尤厄爾議員，並在2005年被委任為大衛·卡麥隆的影子內閣閣員——影子內閣交通大臣。到2007年，葛瑞林轉任影子內閣就業與養老金大臣，又在2009年被委任為影子內閣內政大臣。到2010年英國大選，保守黨與自由民主党組成第一次卡梅倫內閣，他被委派為就業副大臣。
2012年9月內閣改組，他取代肯尼斯·克拉克被任命為大不列顛大法官及英國司法大臣，成为至少440年来第一个没有律师资格的大法官。自2015年大选后為下議院領袖及樞密院議長。2016年7月特蕾莎·梅任首相，任命格雷林为运输大臣。
2018年1月8日，首相文翠珊改組內閣，執政保守黨的Twitter曾經發貼文指紀嘉林將會接任保守党主席一職，惟不足三十秒後被刪除。在稍後時間，唐寧街正式宣布布兰登·刘易斯（Brandon Lewis）成為新任黨主席，紀嘉林因而被戲稱「三十秒黨主席」，亦被在野黨質疑為何會出現是次尷尬事情。

## 早年生活
格雷林出生在伦敦，在白金汉郡长大，并在高威科姆皇家文法学校受教育。然后他去了剑桥大学悉尼·萨塞克斯学院攻读历史学，1984年他以二等文学士学位毕业。

## 早期媒体生涯
格雷林于1985年加入BBC新闻成为实习生，1986年升任制片人。他于1988年离开英国广播公司BBC，作为《商业日报》电视节目的编辑加入第四台 (英国)。他于1991年回归BBC，担任夜间节目BBC精选的业务发展经理。1993年他正式离开BBC，之后他在多个传媒公司任职，包括从1992年至1995年管理工作室有限公司的通信部门，和位于杰拉德斯十字的服务声音和视觉公司。
1997年他成为公关公司布尔森-马斯特的管理顾问，直至他参加国会选举。在加入保守党之前，格雷林是社会民主党的成员。

## 早期政治事业

### 自治市议员（1998-2002）
格雷林在1997年大选被派往工党的边缘选区南沃灵顿 (英国国会选区)竞争，但被工党候选人海伦·索尔斯沃德以10807票的优势击败。第二年，他当选大伦敦下属自治市默顿市市议员，代表黑尔赛德-沃德。

### 当选国会议员（2001）
2001年大选，保守党老将阿尔奇·汉密尔顿退休，格雷林接替他成为埃普瑟姆和尤厄爾選區的下議院議員。格雷林以10080张多数票获胜，并从那时起成为国会议员至今。于2001年6月25日在下院做首次演讲。

### 影子内阁（2010-2010）

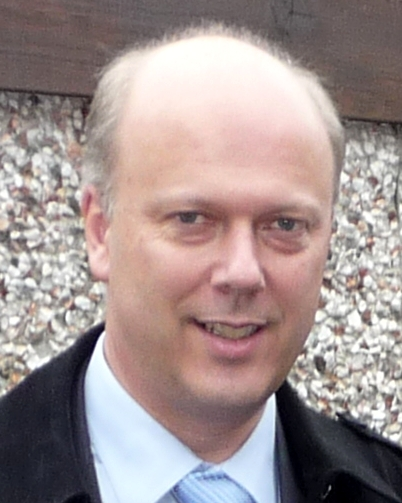
格雷林 2009年

格雷林从2001年开始在环境、运输和区域事务专责委员会任职，直到2002年被伊恩·邓肯·史密斯提拔到反对党党鞭办公室，又在当年晚些时候成为卫生事务发言人。他于2003年成为迈克尔·霍华德的教育和技能事务发言人。2005年大选后，他成为霍华德影子内阁的影子下议院领袖;在2005年12月戴维·卡梅伦当选为保守党领袖之后，他担任影子运输大臣。2007年6月，他被任命为影子工作和养老金大臣，直到2009年1月，他升任影子内政大臣。

#### 保守党的“军犬”
格雷林通过他“军犬”式的攻击而成为全国知名的政客。他深度参与了对时任工作和养老金大臣戴维·布兰克特的商业事务的质询，导致布兰克特在2005年辞职。
格雷林盘问过托尼·布莱尔和他的妻子切丽从首相的演讲中赚取的财富问题。他还要求运输、地方政府和区域事务大臣斯蒂芬·拜尔斯处理铁路公司Railtrack的倒闭事件。

#### 费用报销
2001至2008年间，格雷林一直为他在皮姆利科的公寓报销，尽管他在自己选区的家距离国会不超过17英里远。格雷林说他在“工作到很晚”时使用这个公寓，因为他“在下议院的工作时间很不稳定，加班是常事”。在国会开支丑闻期间，每日电讯报报道，格雷林在2005年重新装修并续租了该公寓，成本超过5000英镑。格雷林的开支问题被认为是保守党的尴尬，因为他以前过批评工党大臣参与腐败丑闻。

#### 将曼切斯特的莫斯-赛德与美剧《火线重案组》比较
作为影子内政大臣，格雷林在2009年8月把曼彻斯特的莫斯-赛德地区与美国犯罪题材电视剧《火线重案组》的情节作比较的言论引发争议。曼彻斯特当地居民和警察对他的言论表示愤怒。在与警察巡逻了一天，并目睹了室内枪击事件的现场后，他描述自己见证了一场“巷战”。警方回应说，大曼彻斯特的黑社会帮派枪击案比去年下降了82％，“巷战”的说法“耸人听闻”。
当地市议员Roy Walters抱怨莫斯-赛德由于历史原因而不公平地成为了“负面目标”。然而，右翼评论家为格雷林辩护，他们说他的话只是“主流多数”意见。格雷林坚持他的意见说：“我没有把莫斯-赛德视作巴尔的摩。我所说的是，我们国家有莫斯-赛德帮派冲突的弊病，我觉得深深的不安。”巴尔的摩人口约60万，上一年有191人死于枪击事件，而莫斯-赛德人口17537，没有人死于枪击。

#### 统计争议

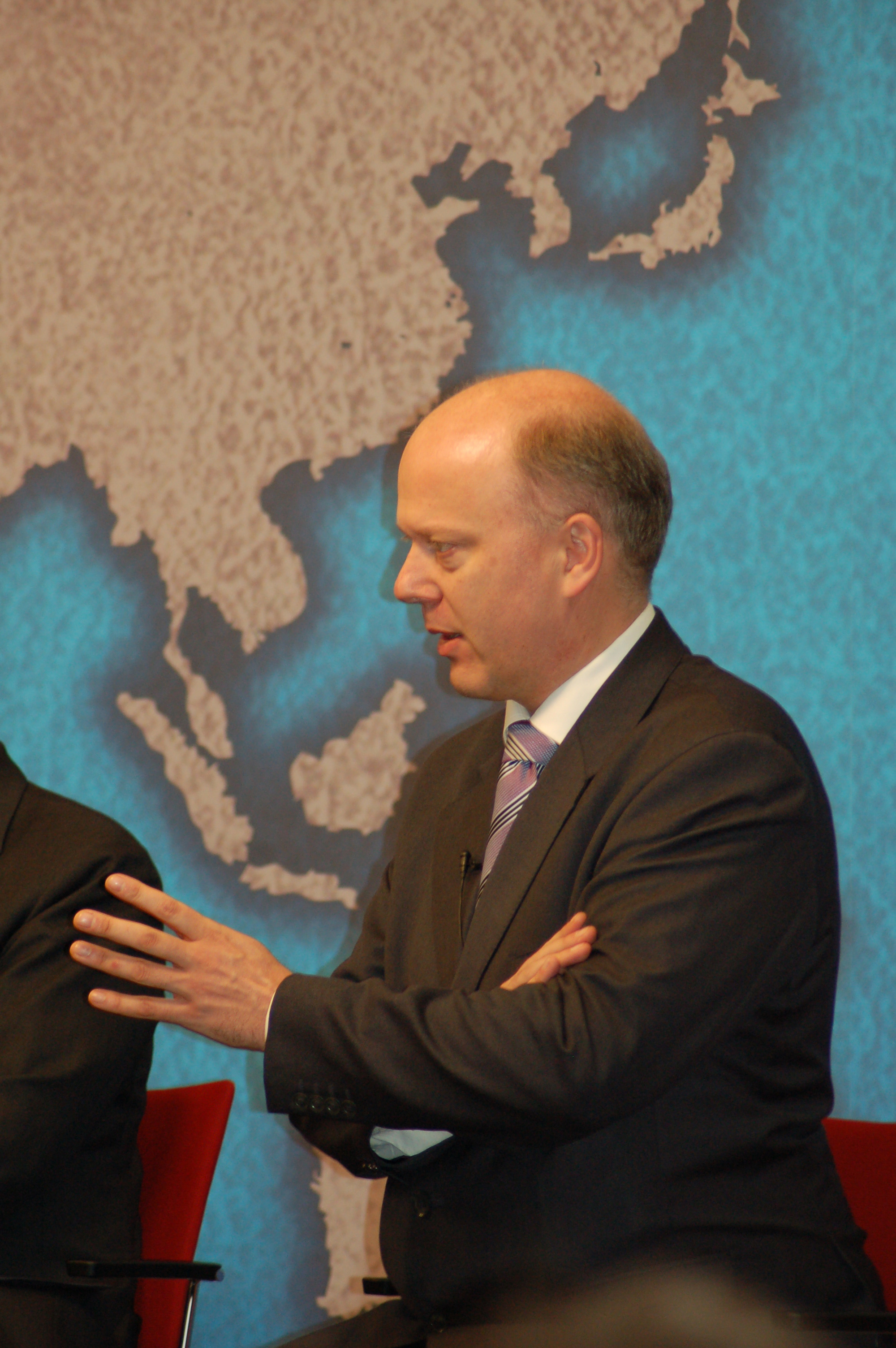
作为影子内政大臣的格雷林

作为影子内政大臣，格雷林在保守党使用暴力犯罪统计数据方面遭到了抨击。2010年2月，保守党向英国每个国会选区发布新闻稿，声称英国犯罪率“急剧上升”。但是，他们没有考虑到更严格的记录犯罪制度在2002年出台。英国统计局局长迈克尔·谢尔德爵士说，格雷林使用的数字“可能误导公众”和“可能损害公众对官方统计的信任”，因为计算犯罪的方式在2002年发生了变化。
保守党委托独立的下议院图书馆所做报告声称，格雷林的主张可能是合理的，这取决于如何计算数字，暴力犯罪可能在1998年至2009年期间上升。时任内政大臣阿兰·约翰逊称格雷林使用的犯罪统计数字“狡猾”，并且使用严格的英国犯罪调查，可以看出，暴力犯罪事实上在同一时期减少了41％。

#### 同性恋夫妇入住住宿加早餐酒店的争议

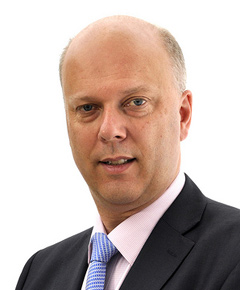
格雷林 2012年1月

2010年3月，格雷林在智库政策研究中心的公开会议上，说在工党政府的公民自由辩论期间，他觉得基督徒应该有权利不违背他们的良心生活，住宿加早餐酒店的基督徒业主应该有权拒绝同性恋夫妇。他说：
“我个人总以为，如果你看看基督徒酒店是否应该有权拒绝同性恋夫妇的案例，如果这是个人在自宅经营住宿加早餐酒店的，那主人应该有权决定谁能、谁不能进入自己的家。如果他们经营一家专业的酒店，我真的不认为在今天这个时代同性恋夫妇走进一家酒店因为他们是一对同性恋就被拒绝是正确的，我认为这里应该有个界限。”
2010年4月3日，当觀察家報发布录音时，格雷林的评论引起了轰动，同性恋权利运动“石墙”的负责人本·萨莫斯基尔说，这种定位是“非法的”并且“非常惊讶许多同性恋可能一直在考虑投保守党的票”。时任工党政府最高别级的同性恋大臣——第一国务大臣曼德尔森勋爵补充说，这个评论表明，保守党没有改变，“当摄像头打开时他们说一件事，但当摄像头关闭时，他们就顾左右而言他了”。保守党领袖卡梅伦后来被要求“降职或解雇”格雷林，同性恋权利活动家彼得·塔切尔说，“卡梅伦的沉默令人担忧。许多选民 - 同性恋和异性恋 - 会因他未能迅速拒绝对格雷林同性歧视的支持而感到不安。我们对卡梅伦承诺同性恋平权的真实性和严肃性还能说什么？”
4月5日www.pinknews.co.uk网站发布的调查显示，自从格雷林的评论被曝光以来，LGBT社区对保守党的支持大幅下降。作家道格拉斯·默里将格雷林称为“政治小丑，不知道他在说什么，不知道怎么评论。”阿纳斯塔西娅·博蒙特-博特，一个支持保守党的同性恋权利运动——LGBT保守党的创始人，宣布她将投票给工党，而不是保守党，以回应格雷林的评论。她说：“作为一个深受LGBT权利影响的女同性恋，如果我劝你投票给保守党，我会羞愧万分，所以我想改变。我不再想支持保守党，我将在这次大选中投票给工党。”一个星期后博蒙特-博特通过杰出的同性恋权利活动家戴维·希思科特介绍退出保守党加入工党。然而，格雷林的评论被评论家们，包括今天节目主持人和重要的同性恋广播员埃文·戴维斯以及一些重要的基督教团体辩护。
格雷林在4月9日道歉，他说：“我很抱歉，我说的话给了人们错误的印象，我当然没有打算冒犯任何人...我曾投票赞成同性恋权利，我投了票支持这个特别的措施。”各种评论家推测，他可能被党“隐藏”起来，在接下来的大选竞选活动期间他将很少公开露面。不清楚他的言论是否是戴维·卡梅伦选择任命特蕾莎·梅而不是他为新内阁的内政大臣的原因，正如一些媒体评论家在大选前所预测的那样，格雷林没有担任任何内阁职位。2013年1月31日，据报道，格雷林将投票赞成在英格兰和威尔士的同性婚姻。

## 政府大臣

### 工作和养老金部副大臣
2010年5月28日，格雷林宣誓加入枢密院。格雷林从2010年到2012年9月4日晋升内阁大法官兼司法大臣之前，担任工作和养老金部副大臣，负责职业介绍中心的工作。期间采取运营降低成本，在全国各地的办事处只留下10万名工作人员的措施引发争议。在“破碎社会”的背景下，他被一些一代又一代经常失业、住在内城下沉社区的家庭起诉。为了限制福利支出，格雷林还削减了本部门的预算。
该政策后来改革了囚犯的待遇，剥夺其投票权，并减少了监狱中的虐待行为。他宣布了囚犯工作方案，结束服刑人员“无所事事的文化”。他还收紧了一项价值50亿英镑的工作方案的规则以求更多长期失业坐享福利的人出门工作。

### 司法大臣
2012年10月1日，他在威斯敏斯特大教堂作为大法官宣誓就职，他于2012年12月11日当选为格雷律师学院的名誉院长，部分原因是他缺乏法律资质。成為繼1672年－1673年的沙夫茨伯里伯爵大法官之後，440年來首位非律師出身的人物擔任大法官（然而伯爵在1638年曾考上林肯律師學院）。格雷林的任命被广泛认为是回到比他的前任肯尼斯·克拉克更强硬的方法。事实上格雷林追求“强硬正义”议程，包括结束恐怖分子和儿童强奸犯的自动提前释放，结束严重罪行的简单警告，并对为抵御入侵者而自卫的住户提供更大的保护。知名人权律师彭力克描述了格林的表现“他的企图只有限制司法审查和人权，他没有保护司法机构免受他同事的批评并将将法律援助减至最低限度。”

#### 囚犯改革
格雷林在司法部的第一个行动是开始一个项目，改变罪犯的改造方式，以减少重犯率。在“按成果评定资制”制度下，私人公司和慈善组织在社区看管犯罪者方面发挥更大的作用。格雷林禁止书籍2送进监狱的做法引来刑事改革推进组织和作家菲利普·普尔曼、安東尼·霍洛維茨、艾玛·多诺霍等的广泛批评。这项禁令被人称为“可憎的”。
这个禁令被辩护为不是关于禁止书被送入监狱，而是关于包裹被送进，因为允许后者进入监狱几乎肯定会增加违禁品进入监狱的数量。退休的监狱总监察长尼克·哈德威克批评格雷林的“强烈地”干扰报告的内容和格雷林的部门使用财务控制来影响检查，从而威胁监察专员的独立性。

#### 监狱基准测试和裁减员额
格雷林在2012年引入了一项监狱“基准”计划，降低公共监狱的成本以匹敌的私营监狱，以及相关的新核心标准，旨在使囚犯在类似监狱中在囚室外面活动时间相近。监狱官员人数从2012年的约23000人减少到2015年的约18000人。
在2015年，下院司法委员会在经过长达一年的监狱调查之后，就自2012年以来监狱死亡人数上升38％的情况对司法大臣们表示批评。委员会得出结论，增效节支和人员短缺对监狱中的“安全恶化”作出了重大推波助澜的作用。

#### “强硬正义”议程：法院改革
格雷林提议的法律援助裁减被法律界广泛批评。2013年5月，90名御用大律师签署了一封发给每日电讯报的公开信，标明“不公平”，因为它们会严重损害法治。2014年1月6日，英国历史上大律师和律师首次抗议削减。2014年2月，他向下议院介绍了“2015年刑事司法和法院法”。法案包括“复仇色情”入罪的措施。2014年10月，格雷林向保守党提出了改革人权的建议，以遏制欧洲人权法院对英国法院裁决的影响，同时尊重英国原来的权利和责任法案中的“國際人權文書”。2013年12月，在格雷灵以大法官的身份发起的一个进程之后，艾伦·图灵获得了女王的赦免。2015年4月，格雷林对推事法庭引入强制性固定收费，最低费用为150英镑的认罪。律师们担心被告可能被迫认罪，以避免背负债务，律师协会主席把这种变化描述为对公平审判的威胁。皇室法院的费用高达1200英镑。

#### 司法部安全漏洞
在2015年1月，司法部丢失了三起致命的警察枪击案件材料，包括射手和死者家属的详细资料。据卫报说，这使格雷林尤其尴尬，因为政府声称它需要监控个人数据来应对恐怖主义，并可以安全地保存它。丢失的材料还包括引发了2011年英格兰暴乱的马克·杜根枪击事件的细节。

### 下议院领袖
在2015年大选后，格雷林被任命为下议院领袖和枢密院议长。迈克尔·戈夫接替格雷林为司法大臣和大法官，据说格雷林对此次“履新”没有任何压力。

### 运输大臣

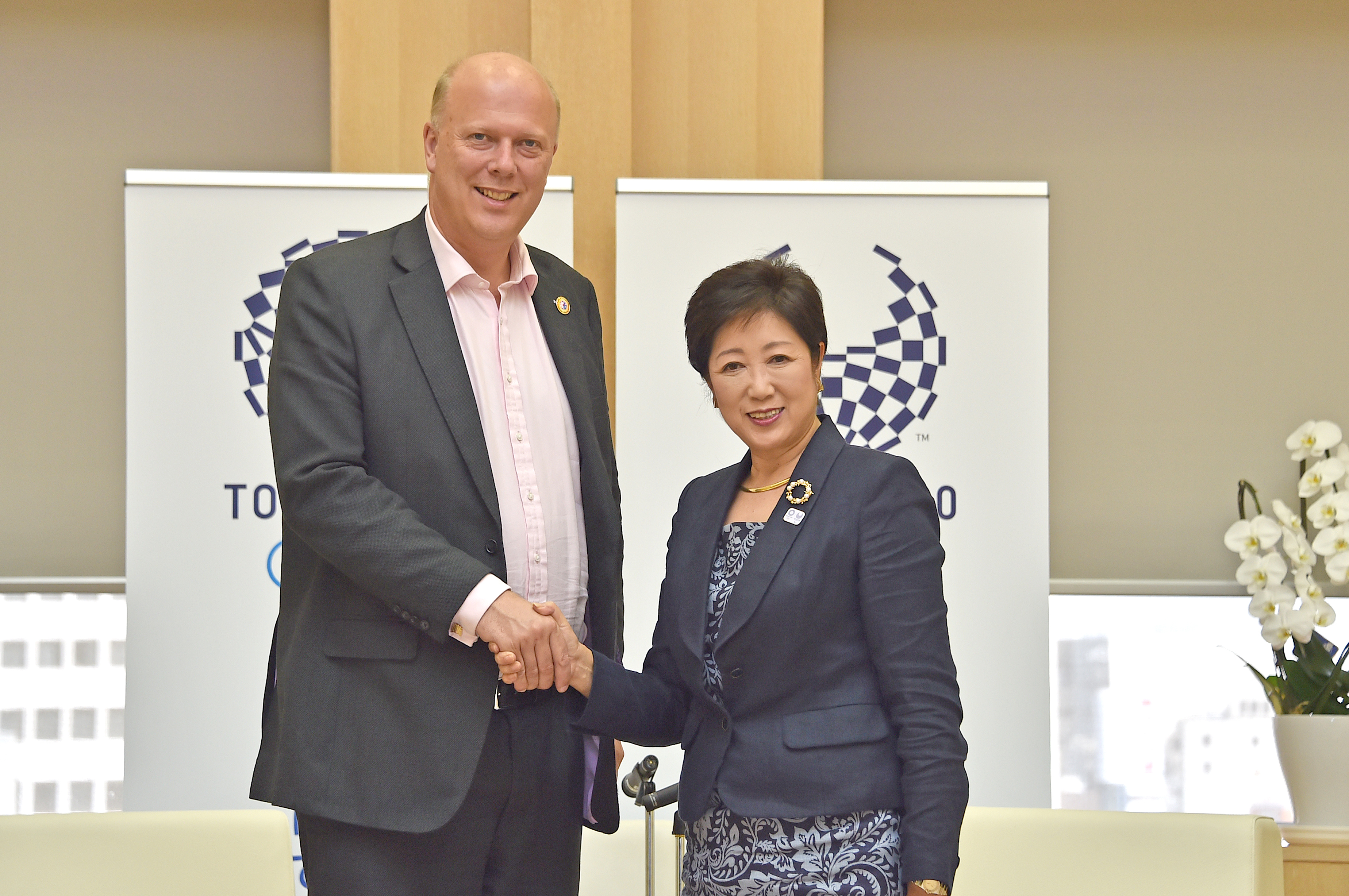
运输大臣格雷林在东京与东京都知事小池百合子会面

格雷林被新的首相特蕾莎·梅于2016年7月任命为运输大臣。在2016年12月，他阻止了大伦敦市长萨迪克·汗的行动，以控制由伦敦交通局运营的伦敦东南部地铁服务。泄漏的信件显示，在2013年，格雷林写给时任伦敦市长鲍里斯·约翰逊说，他反对这种行动，因为把这些服务会被“工党市长抓在手里”。这使格雷林被指控将党派利益置于公众和通勤者的利益之上，他的个别保守党同事甚至要求他辞职。

他也因2016年10月在威斯敏斯特打开大臣的车门撞伤骑车人而受到批评。

## 私人生活
格雷林与Susan Clare Dillistone结婚，育有两名子女。

## 著作
- 《布里奇沃特的遗产：布里奇沃特庄园的故事》 克里斯·格雷林，1983，Bridgewater Estates PLC
- 《孕育英雄的土地：世界大战后英格兰的生活》 克里斯·格雷林，1985，Buchan＆Enright ISBN 0-907675-68-9
- 《霍尔特：约瑟夫·霍尔特的故事》 克里斯·格雷林, 1985, Joseph Holt PLC
- 《致命情人：1945年以来的英美关系》 克里斯·格雷林，克里斯托弗·兰登，1987, Virgin Books ISBN 0-245-54603-0
- 《欧洲水道指南》 克里斯·格雷林，1989, Apa Publications ISBN 0-88729-825-7

## 外部連結
- 葛瑞林官方網站 （页面存档备份，存于）

| 大不列颠及北爱尔兰联合王国国会            | 大不列颠及北爱尔兰联合王国国会          | 大不列颠及北爱尔兰联合王国国会 |
| ----------------------------------------- | --------------------------------------- | ------------------------------ |
| 前任者： 阿奇·漢密爾頓                    | 英國下議院埃普瑟姆和尤厄爾議員 2001年－ | 現任                           |
| 官衔                                      |                                         |                                |
| 前任者： 提姆·葉奧                        | 影子內閣交通大臣 2005年－2007年         | 繼任者： 德蕾莎·維利爾茲       |
| 前任者： 菲利普·韓蒙德                    | 影子內閣就業與養老金大臣 2007年－2009年 | 繼任者： 德蕾莎·梅伊           |
| 前任者： 多米尼克·基里夫                  | 影子內閣內政大臣 2009年－2010年         | 繼任者： 艾倫·強生             |
| 前任者： 吉姆·奈特 為就業和福利改革部部長 | 就業部国务副大臣 2010年－2012年         | 繼任者： 馬克·霍班             |
| 前任者： 肯尼斯·克拉克                    | 英國司法大臣 2012年－2015年             | 繼任者： 麥可·戈維             |
| 前任者： 肯尼斯·克拉克                    | 大不列顛大法官 2012年－2015年           | 繼任者： 麥可·戈維             |
| 前任者： 威廉·海格                        | 下議院領袖 2015年－2016年               | 繼任者： 大衛·利汀頓           |
| 前任者： 尼克·克萊格                      | 樞密院議長 2015年－2016年               | 繼任者： 大衛·利汀頓           |
| 前任者： 帕特里克·麦克洛林                | 運輸大臣 2016年－                       | 現任                           |